# Sonja Vincent-Nienhuis
Sonja Vincent-Nienhuis (Amsterdam, 17 december 1928 – Grenoble, 26 januari 2010) maakte constructivistische schilderijen, aquarellen, wandkleden en muurschilderingen. 

## Opleiding en werk
Sonja Vincent-Nienhuis studeerde aan de kunstnijverheidsschool van Amsterdam. Vanaf 1975 werkte zij in Grenoble. Zij exposeerde onder meer in Frankrijk en Nederland. Zo werd haar werk getoond tijdens de tentoonstelling Konfrontatie 10 (1972) in Stedelijk Museum Schiedam. In 2024-2025 was haar werk onderdeel van de tentoonstelling 'Abstracte kunst van vrouwen, toen en nu' in hetzelfde museum.
Sonja Vincent-Nienhuis toonde in 1975 fel oplichtende zeefdrukken tijdens kunstbeurs 't Soephuis.
"Onder de titel "Rechttoe-rechtaan" laten negen konstructivistische vrouwen tekeningen, zeefdrukken en plastieken zien in kunstbeurs 't Soephuis in Groningen en in het trappenhuis van het Stadhuis. Wie van koel, helder, uitgebalanceerd werk (rechte lijnen, cirkels, egale kleuren) houdt kan er zijn hart ophalen. Wie denkt "negen vrouwen, oh, dat zullen wel lieve intieme stukjes huisvlijt in zoete of vrouwelijke kleuren zijn," komt bedrogen uit."

## Collecties
- Stedelijk Museum Schiedam[7][6]
- Rijksdienst voor Cultureel Erfgoed [8]
- Musee de Grenoble (FR)[9]
- Joods Museum [10]
- Esquirol Ziekenhuis (Saint-Maurice, FR) [11]

## Privéleven
Sonja Regina Nienhuis was de dochter van het keramistenechtpaar Bert Nienhuis (1873–1960) en Seline Teixeira d'Andrade (1901–1964). Zij was getrouwd met de Fransman Georges Edmond Vincent uit Grenoble (1925–2012). Samen hadden ze twee zonen: Paul en Philippe.
- RKD-Nederlands Instituut voor Kunstgeschiedenis: 81102
- Système universitaire de documentation: 19726607X
- Union List of Artist Names: 500069502
- Virtual International Authority File: 96164689